# 鬼吹灯之湘西密藏 (2020年电影)
《鬼吹灯之湘西密藏》，改编自天下霸唱小说《鬼吹灯》系列小说，鬼吹灯系列电影之一。是由新片场影业出品、制作和宣发，罗乐导演，张智尧、胡雪儿主演的一部奇幻冒险电影。讲述了胡八一等人在瓶山地宫探秘的故事。本片于2020年9月30日在网络平台腾讯视频播出。